# Onderverbond
In de vegetatiekunde is een onderverbond de op drie na hoogste syntaxonomische rang, onder het verbond, of een syntaxon in die rang. 
Deze indeling is gebaseerd op die van de taxonomie.
Onderverbonden worden slechts zelden gebruikt; meestal worden associaties rechtstreeks aan een verbond toegewezen.
Namen van plantengemeenschappen van het niveau onderverbond zijn herkenbaar aan de uitgang -ENION (bijvoorbeeld Ulmenion carpinifoliae, een onderverbond van het verbond van els en gewone vogelkers).